# Dekanatspfarrkirche Tamsweg

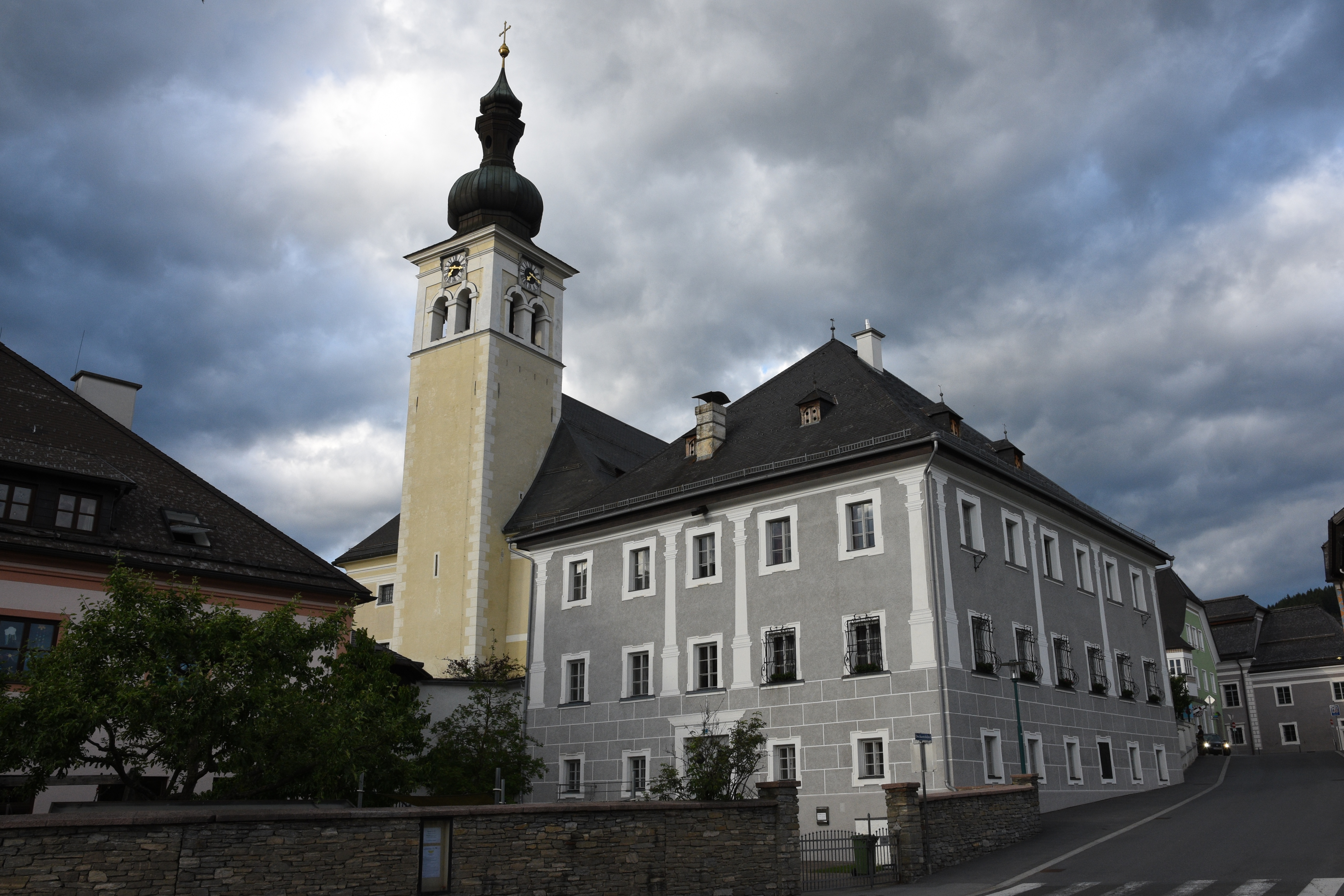
St. Jakob, Tamsweg

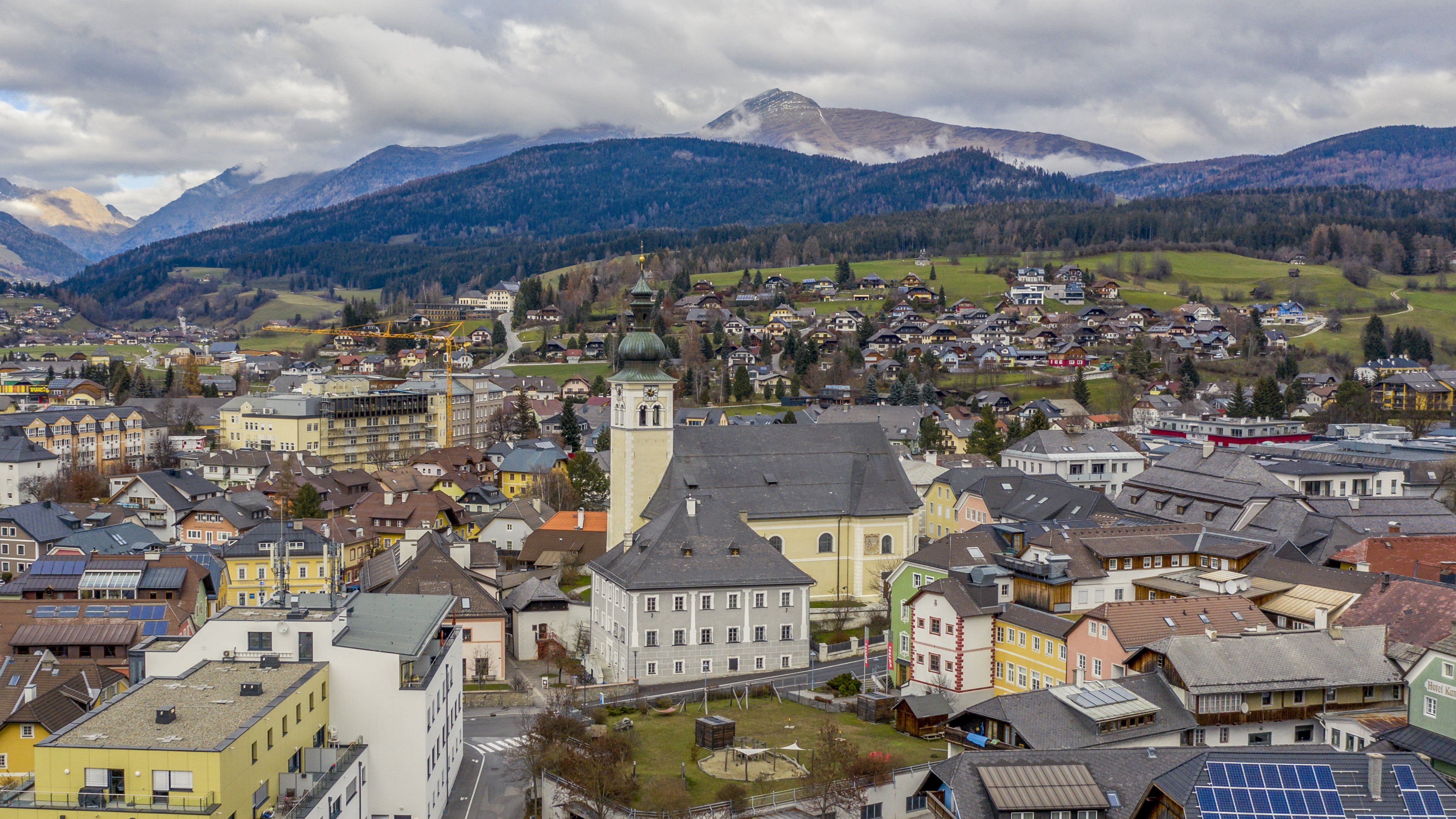
St. Jakob im Zentrum von Tamsweg

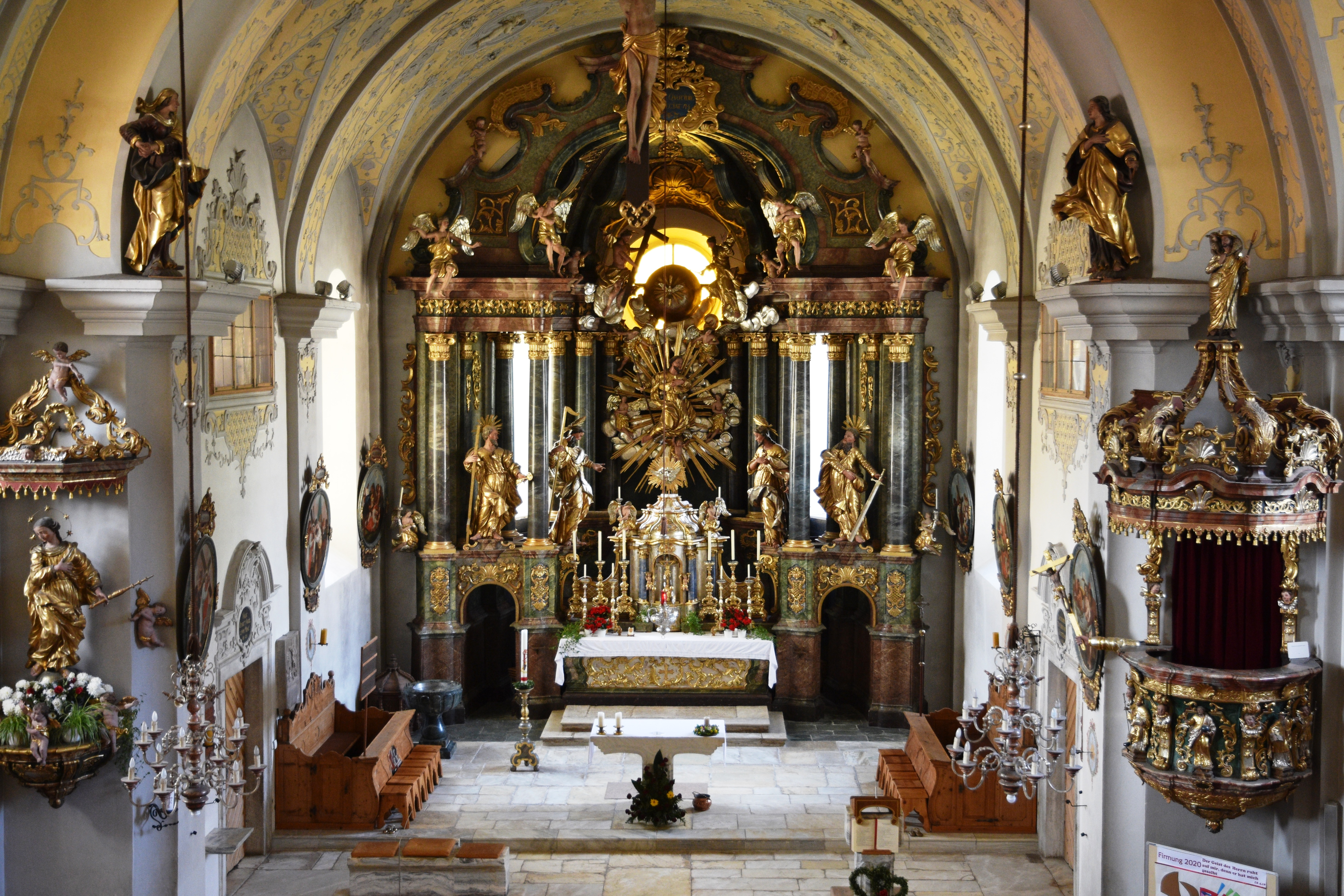
Innenansicht der Dekanatspfarrkirche

Die römisch-katholische Dekanatspfarrkirche Tamsweg steht im Ortszentrum der Marktgemeinde Tamsweg im Lungau im Land Salzburg auf 1022 Meter Seehöhe. Die Pfarrkirche hl. Jakobus der Ältere gehört zum Dekanat Tamsweg der Erzdiözese Salzburg. Der Barockbau aus dem 16. Jahrhundert steht unter Denkmalschutz.

## Geschichte
Die Kirche zu Tamsweg wurde 1231 unter dem Namen „capella zu Teinswich“ erstmals urkundlich erwähnt. Zu Beginn des 16. Jahrhunderts wurde das alte Gotteshaus umgebaut, 1513 wurde es eingeweiht. Der Turm wurde 1716 umgebaut. Ein Abriss dieses Gebäudes mit Ausnahme des Turmes erfolgte 1738. Zwischen 1738 und 1741 wurde durch den St. Lambrechter Baumeister Fidelis Hainzl die heutige barocke Pfarrkirche errichtet. 1714 wurde ein Wunderbaumaltar, der die Ahnen der Gottesmutter in Form eines Stammbaumes schildert (→ Vorfahren Jesu), als Wallfahrtsziel erwähnt, aber nicht in die neue Kirche übernommen.
1811 wurde das Pfarramt in ein ordentliches Dekanalamt umgewandelt und ist seitdem Dekanatssitz. Die Dekanatskirche wurde 1836, 1871, von 1940 bis 1943 und 1968 (Außenrenovierung) renoviert.

## Architektur
Die heute barocke Wandpfeilerkirche mit einem älteren Westturm ist von einer Mauer umgeben. Das Langhaus mit Eckquaderung hat Rundbogenfenster mit Faschen und ist durch ein Gesims optisch in zwei Geschoße unterteilt. Über einem profilierten Band mit Hohlkehle beginnt das Satteldach. Der eingezogene Chor mit leicht eingezogener Rundapsis hat nördlich und südlich zweigeschoßige Anbauten: die Sakristei und die Rupertuskapelle. Im Süden beim Sakristeieingang ist eine gemalte Sonnenuhr mit der Darstellung des Apostels Jakobus des Älteren aus 1741, 1968 renoviert vom Bildhauer Harry Mayer. Durch Rechteckportale mit Vorbauten betritt man unter der Westempore von Norden und von Süden den Kirchenraum.
Das einschiffige, dreijochige Langhaus hat tiefe Wandpfeiler mit Pilastervorlagen und Gesims. Es hat ein Tonnengewölbe mit Gurtbögen und Stichkappen. Die Stuckaturen mit Riemen- und Gitterwerkornament schuf 1741 Johann Kajetan d’Androy. In den Stichkappen sind Stuckrahmen mit barocken Bildern der Evangelisten, im ersten. Joch David und Cäcilia. Die zweigeschoßige, dreiachsige Empore mit seitlichen Stiegen ist kreuzgratgewölbt und zum Schiff mit einem Rundbogen geöffnet. Das zweite Emporengeschoß wurde 1793 errichtet. Der rundbogige Chorbogen mit Hohlkehle, Stuckatur und Kartusche zeigt Baudaten. Der zweijochige Chor mit einer Stichkappentonne und Gurtbogen ist um zwei Stufen erhöht und hat reiche Stuckaturen und Vierpassfelder mit Putten von 1741. Links ist der Zugang zur Rupertuskapelle, rechts der Zugang zur Sakristei.

## Ausstattung
Die fünf Altäre der Kirche schuf der Tischler Andrä Pirchner, die Skulpturen Johann Pult und Gregor Lederwasch IV. Die Orgel aus 1744 bekam 1892 ein neues Werk von Albert Mauracher, die jetzige Orgel aus dem Jahr 2007 stammt von Orgelbau Kögler aus St. Florian.

## Glocken
Im Westturm der Dekanatspfarrkirche hängt ein fünfstimmiges Geläute. Die Glocken sind auf die Töne es1-f1-g1-b1-c2 gestimmt. Die Glocken 1, 3, 4 und 5 wurden 1950 von Pfundner in Wien gegossen, Glocke 2 wurde erst 1966 von der gleichen Glockengießerei angeschafft. Die vier älteren Glocken sind in ihrer Nominale leicht erhöht, die jüngere Glocke hingegen leicht vertieft, was dem Gesamtgeläute eine etwas verstimmte, aber charaktervolle Note verleiht.